# Phryxe famula
Phryxe famula là một loài ruồi trong họ Tachinidae.